# Luis Redonet y López-Dóriga
Luis Redonet y López Dóriga (Santander, 18 d'octubre de 1875 – Madrid, 2 de gener de 1972) va ser un polític, jurista i historiador espanyol, diputat a Corts per Laredo (Cantàbria) i Santander i acadèmic de la Reial Acadèmia de la Història i de la Reial Acadèmia de Ciències Morals i Polítiques.
Va començar els seus estudis universitaris a la Universitat de Deusto i els va finalitzar a la Universitat Central. D'ideologia conservadora, fou escollit diputat del Partit Conservador pel districte de Laredo a les eleccions generals espanyoles de 1907 i pel de Santander a les eleccions generals espanyoles de 1910. Durant la dictadura de Primo de Rivera fou membre de l'Assemblea Nacional Consultiva dos mesos de 1930. També fou senador per Canàries el 1919-1920.
Va ser escollit acadèmic numerari de la Reial Acadèmia de la Història amb la medalla n. 23 el 27 de gener de 1928 i va ocupar el càrrec des del 17 de juny de 1928 fins a la seva mort el 2 de gener de 1972 a Chamartín de la Rosa (Madrid). Va ser acadèmic també de la Reial Acadèmia de Ciències Morals i Polítiques.

## Obres
- Historia jurídica del cultivo y de la industria ganadera en España
- Política rural en España
- Crédito Agrícola (Historia, bases, organización)
- El gobierno y el régimen foral en Vizcaya
- Estructuras agrosociales de la gran propiedad rústica
- Clérigos y Damas
- Incunables, humanismo y humanistas
- Estampas históricas: Chamartín de la Rosa
- Un valle montañés del siglo XVIII
- La noticia de la muerte de Menéndez Pelayo en las Cortes y en la prensa nacional